# Salamis parrhassus
Salamis parrhassus är en fjärilsart som beskrevs av Dru Drury 1782. Salamis parrhassus ingår i släktet Salamis och familjen praktfjärilar. Inga underarter finns listade i Catalogue of Life.